# Bruce Crump
Bruce Crump (Memphis, 17 de julio de 1957 - 16 de marzo de 2015) fue el baterista original de la banda de rock Molly Hatchet desde 1976 hasta 1983 y desde 1984 hasta 1991. También desempeñó como miembro de la banda canadiense Streetheart a principios de 1980, apareciendo en su grabación Live After Dark, y se unió a varios de sus excompañeros de Molly Hatchet en la banda Gator Country a mediados de la década de 2000.
Crump era el bisnieto del político E.H. Crump de Memphis.

## Vida personal
Bruce nació en Memphis el 17 de julio de 1957, hijo de Donna (Morelock) Crump. Le precedió en la muerte su padre, Bruce Hull Crump Sr.
Creció entre Jacksonville y St. Augustine, Florida. Estaba casado y tenía cuatro hijos: tres varones y una mujer. Vivía en Midlothian, Virginia. Pero consideraba Richmond, su hogar.
Cuando no estaba involucrado en las actividades de su banda, tenía un negocio desde casa que impartía clases de batería, "Drum Lessons by Bruce". También fue agente inmobiliario con licencia y, durante un breve período, diseñador de sitios web.

## Enfermedad
En julio de 2002, le diagnosticaron cáncer de garganta. Murió el 16 de marzo de 2015, a los 57 años.